# 王咸
王咸（？—前13年），西汉末年济南郡人。王訢之孙，王谭之子。
王訢在汉昭帝时担任丞相。王咸在建始三年（前30年），袭爵为宜春侯。河平三年（前26年），王咸任太常。永始四年（前13年），王咸去世，谥号孝，其子王章袭爵。其女嫁给王莽为妻，王莽忌讳娶同姓，遂以侯邑改为宜春氏。王莽建立新朝政权后，宜春氏以外戚宠贵。王莽败亡後，宜春国绝。
西漢末哀帝元壽二年時，即公元前一年，王咸帶領一千多名太學的學生，抗議政府懲處一位官吏司棣鮑宣。根據歷史學家周策縱，「這是中國歷史上第一次太學學生干涉內政的事件」。